# Гелен Августа Говард
Гелен Августа Говард (11 травня 1865  — 10 червня 1934 ) — американська суфражистка та філантроп, співзасновниця Асоціації виборчого права Джорджії (GWSA).

## Ранній життєпис та навчання
Говард народилася 11 травня 1865 року в Колумбусі, штат Джорджія, і була в родині однією з п'ятнадцяти братів і сестер. Говард була наймолодшою дитиною і виросла у родинному будинку Шервуд Гол (їхній довоєнний будинок). Після смерті батька мати мала труднощі з оплатою податків за Шервуд Гол. Говард була розчарована тим, що жінки повинні були платити податки, але в той же час, де вони не представлені в уряді, і не можуть брати участь у голосуванні. Два роки вона навчалася в Стонтоні, штат Вірджинія, і цікавилася працями Джона Стюарта Мілля.

## Активізм
У 1890 році міс Говард, її мати та її сестри організували Асоціацію виборчого права Джорджії (GWSA). Мета асоціації полягала в тому, щоб зробити людей більш обізнаними про нерівність у практиці голосування, а не вплинути безпосередньо на законодавство. Жінки групи не вважали себе політичною групою. Два основних аргументи на користь виборчого права, які використовували жінки, полягали в тому, що (1) жінки оподатковуються, тому вони повинні бути представлені у законодавчих органах, і (2) демократія отримує свою владу від тих, ким керують, а жінками керують. У 1894 році Говард виступила в Національній асоціації виборчого права жінок (NAWSA) у Вашингтоні, округ Колумбія, і переконала делегатів провести наступний з'їзд в Атланті . Говард та її сестри фінансували конгрес в Атланті. Після конгресу в Атланті в 1895 році Сьюзен Б. Ентоні приїхала відвідати в Колумбусі сестер Говард у Шервуд-Голлі.
Говард склала іспит на державну службу в 1897 році і стала першою жінкою, яка служила державним службовцем в Колумбусі, штат Джорджія. Вона працювала обліковцем грошових переказів у поштовому відділенні до 1900 року, звідки її, можливо, вигнали, тому що її брати не хотіли, щоб вона працювала. Говард стала волонтером як віце-президент GWSA у 1901 році У 1908 році вона виступала на державному з'їзді 1908 року.
Говард була відвертою атеїсткою та вегетаріанкою. Вона стала збентеженням для більш консервативних членів її сім'ї, і її брати зрештою перестали давати гроші Гелен Говард.

## Пізніше життя і смерть
У 1920 році Говард, очевидно, випадково застрелила хлопчика, який порушив територію Шервуд-голу, і хлопчик був госпіталізований до лікарні, де згодом одужав. Однак Говард висунули звинувачення у намірі вбивства. Адвокатом Говард була Віола Росс Непер, одна з перших жінок, які займалися адвокатською діяльністю в Джорджії. Тим не менш, Гелен Говард було засуджено до позбавлення волі на строк від одного до двох років. Брати Говард боролися за пом'якшення її вироку, і губернатор Томас Гардвік помилував Гелен Говард 2 грудня 1921 року. Незабаром Говард переїхала до Нью-Йорка.
Гелен Говард померла 10 червня 1934 року в Нью-Йорку. Її тіло було поховано в її рідному місті Колумбус, штат Джорджія, на кладовищі Лінвуд. На її надгробку, встановленому друзями, під її іменем написано «Альтруїст, художник, філософ та філантроп», а внизу великими літерами «МУЧЕНИЦЯ».